# Kali Padang
Kali Padang is een bestuurslaag in het regentschap Rejang Lebong van de provincie Bengkulu, Indonesië. Kali Padang telt 751 inwoners (volkstelling 2010).